# Nagurus verhoeffi
Nagurus verhoeffi là một loài chân đều trong họ Trachelipodidae. Loài này được Arcangeli miêu tả khoa học năm 1952.